# Podosilis fukiena
Podosilis fukiena es una especie de coleóptero de la familia Cantharidae.

## Distribución geográfica
Habita en Fujian (China).